# Munida iris
Munida iris är en kräftdjursart som beskrevs av Alphonse Milne-Edwards 1880. Munida iris ingår i släktet Munida och familjen trollhumrar. Utöver nominatformen finns också underarten M. i. iris.